# سليمان بن بنين
سليمان بن بنين (الدقيقي)، هو عالم بالأدب العربي، مصري، توفي بالقاهرة سنة 613 هـ.

## كتبه:[2]
- اتفاق المباني وافتراق المعاني
- آلات الجهاد